# Pott (Rum)

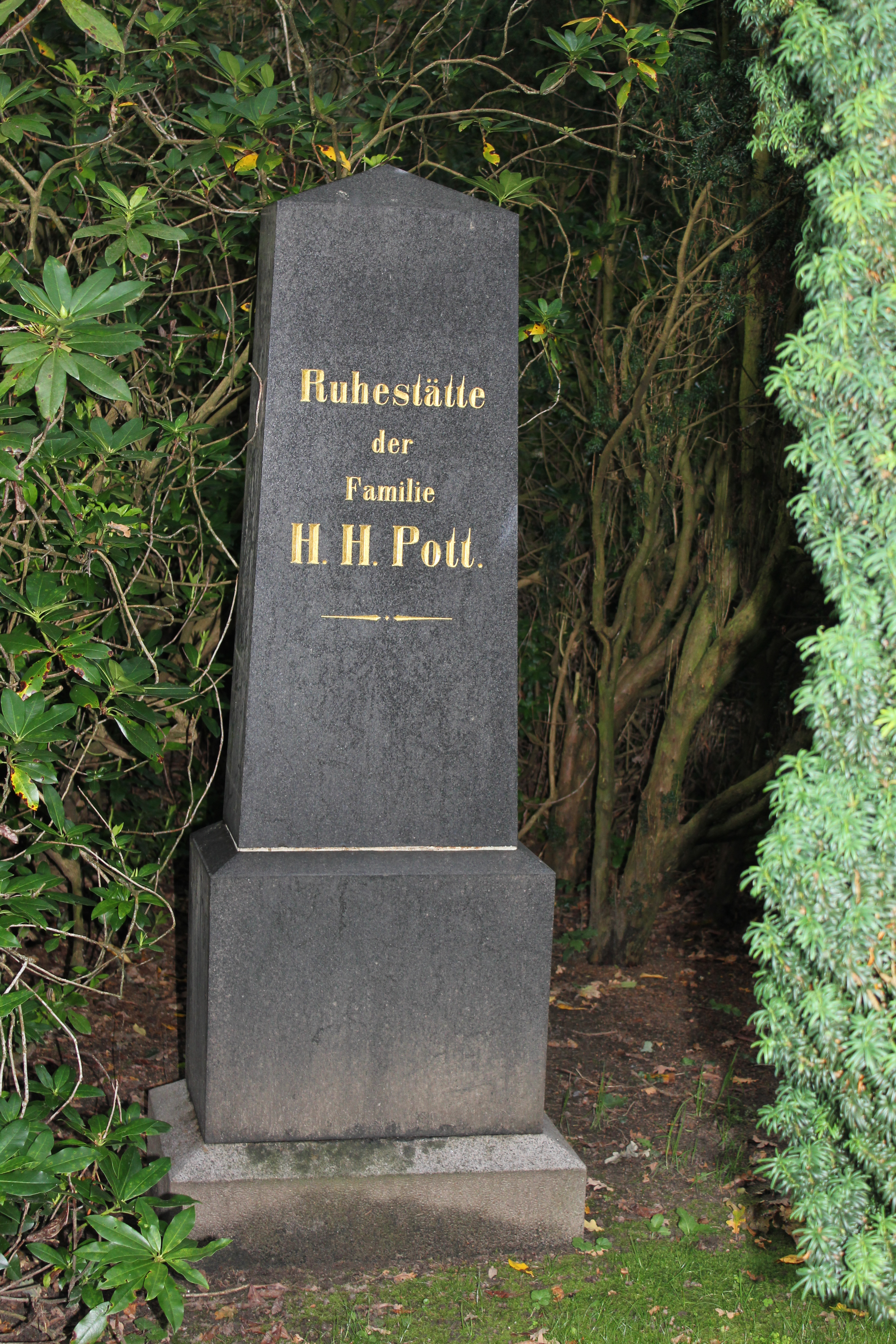
Historische Ruhestätte der Familie H. H. Pott. auf dem Alten Friedhof in Flensburg.

Pott ist eine Spirituosenmarke für braunen Übersee-Rum der Firma H.H. Pott Nachfgr. Vertriebsgesellschaft mbH Rumhandelshaus in Flensburg. Seit 2006 ist es ein Tochterunternehmen der zur Oetker-Gruppe gehörenden Henkell & Co. Sektkellerei, welche seit 2021 zur Geschwister Oetker Beteiligungen KG gehört.

## Geschichte
Die Marke leitet sich vom Gründer, Hans Hinrich Pott ab, der das Stammhaus als Destillerie 1848 in Flensburg gründete. In der Vermarktung behauptet der Hersteller, dass ihm das Synonym Der Gute von verschiedenen Verbraucherkreisen zugesprochen wird. Entsprechend ist die Marke Der gute Pott seit 1923 geschützt.
Nach dem Zweiten Weltkrieg stieg Pott in Deutschland zum Marktführer im Segment Rum auf.
Pott ist in den beiden Sorten 40 % Vol. und 54 % Vol. Alkohol im Angebot.
Die Firma H. H. Pott Nfgr. Vertriebsgesellschaft mbH Rumhandelshaus hat heute in der Wasserlooslück 1 im Flensburger Stadtbezirk Wasserloos ihren Standort.

## Auszeichnungen
Regelmäßig erhielt er Auszeichnungen der Deutschen Landwirtschafts-Gesellschaft, beispielsweise 2010 als „Bester Rum des Jahres“.